# Луис Ројо
Луис Ројо (енгл. Luis Royo; Олала, 1954) је шпански уметник, популаран по сликама тамних, сензуалних жена и механичких бића. Најпознатији је по свом раду за Џули Стрејн за анимирани филм Heavy Metal. Створио је мноштво слика за своје личне књиге и изложбе, али је стварао и многе друге медије, као што су видео-игре, омоти за музичке албуме, стрипове и тарот карте. Недавно је почео да прави и скулптуре неких од својих ранијих слика.

## Школовање и почетак
Рођен је у Олали, малом граду близу Турела, Шпанија. Убрзо по његовом рођењу, Ројова породица се преселила у Сарагосу, где је пошао у школу и где је први пут примећен његов дар за цртање. Од породице је наследио практичност, што га је навело да почне да се школује за конструкционог инжењера. Убрзо је схватио да га геометријски облици не испуњавају.
Почео је да изучава сликарство, декорацију и унутрашњи дизајн у Индустријској школи и Школи примењених уметности. Између 1970. и 1971. године се бавио декорацијом студија.
За то време је комбиновао свој посао са сликањем. Вођен студенстким протестима у мају 1968. године направио је слике великог формата са друштвеним темама, које је излагао на групним изложбама између 1972. и 1976. године, а потом су уследиле и самосталне изложбе 1977. године.
Откривши стрипове за одрасле у којима су били приказани радови уметника као што су Енки Билал и Моебиус, 1978. је почео да црта стрипове за различите фанзине и излагао је на Angoulême сајму стрипова 1980. године.
Напустио је свој посао декоратера 1979. године упркос томе што има сина, како би се у потпуности посветио стриповима. Његови радови су били објављивани у магазинима као што су 1984, Comix international, Rambla и повремено El Víbora и Heavy Metal.

## Поп култура
Због јединствености својих радова и тематике, Луис Ројо је постао један од најпопуларнијих уметника данашњице. Многи тату и пирсинг студији користе његове слике за декорацију или као инспирацију у раду.